# Борис Чаталбашев
Борис Чаталбашев (болг. Борис Николов Чаталбашев; нар. 30 січня 1974, Плевен) – болгарський шахіст, гросмейстер від 1997 року.

## Шахова кар'єра
Чотириразовий чемпіон Болгарії. Перший титул він завоював 1991 року, ставши наймолодшим в історії чемпіоном. Другу золоту медаль здобув у 1998 році, третю – 2007-му, а четверту – 2010-му. Крім того, двічі здобував срібні медалі: 2001 року (позаду Александра Делчева) та 2004 (позаду Івана Чепарінова). У 1996-2004 роках в складі національної збірної тричі брав участь у шахових олімпіадах, а також двічі (2003, 2007) в командних чемпіонатах Європи.
Переміг чи поділив 1-ше місце на багатьох міжнародних турнірах (переважно за швейцарською системою), зокрема в таких містах, як: Албена (1992), Павликени (1994), Шамбері (1996), Стар Дойран (1996), Париж (1997), Сент-Аффрик (1998), Кутро (1998, 2001), Порто-Сан-Джорджо (2000, 2003), Імперія (2001), Валь Торанс (2001, 2004), Реджо-Емілія (2001/02), Балатонлелле (2002, 2003), Агд (2002), Ла-Рода (2004), Генуя (2005) Сонячний берег (2005 і 2006) і Рієка (2007).
Найвищий рейтинг Ело в кар'єрі мав станом на 1 липня 2010 року, досягнувши 2613 очок займав тоді 5-те місце серед болгарських шахістів.

## Зміни рейтингу
| На цьому місці має відображатися графік чи діаграма, однак з технічних причин його відображення наразі вимкнено. Будь ласка, не видаляйте код, який викликає це повідомлення. Розробники вже працюють для того, щоби відновити штатне функціонування цього графіка або діаграми. | |
| | На цьому місці має відображатися графік чи діаграма, однак з технічних причин його відображення наразі вимкнено. Будь ласка, не видаляйте код, який викликає це повідомлення. Розробники вже працюють для того, щоби відновити штатне функціонування цього графіка або діаграми. |